# Aat de Roos
Agathon "Aat" de Roos, född 15 april 1919 i Bloemendaal, död 17 mars 1992 i Perth, Western Australia, var en nederländsk landhockeyspelare.
Han blev olympisk bronsmedaljör i landhockey vid sommarspelen 1936 i Berlin.